# Albumy numer jeden w roku 2013 (USA)

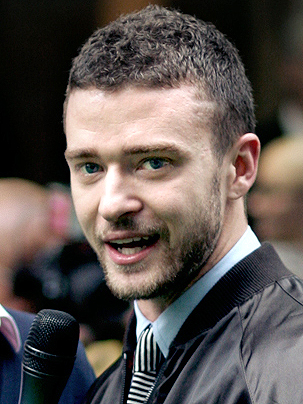
Justin Timberlake w 2013 roku dostawał się na pierwsze miejsce z 2 różnymi albumami. Pierwszy z nich The 20/20 Experience stał się albumem roku, był najszybciej sprzedającym się albumem roku (968 tys. kopii w pierwszym tygodniu od wydania) i spędził najwięcej tygodni na pierwszym miejscu (3 tygodnie z rzędu). Drugi z nich to The 20/20 Experience 2/2

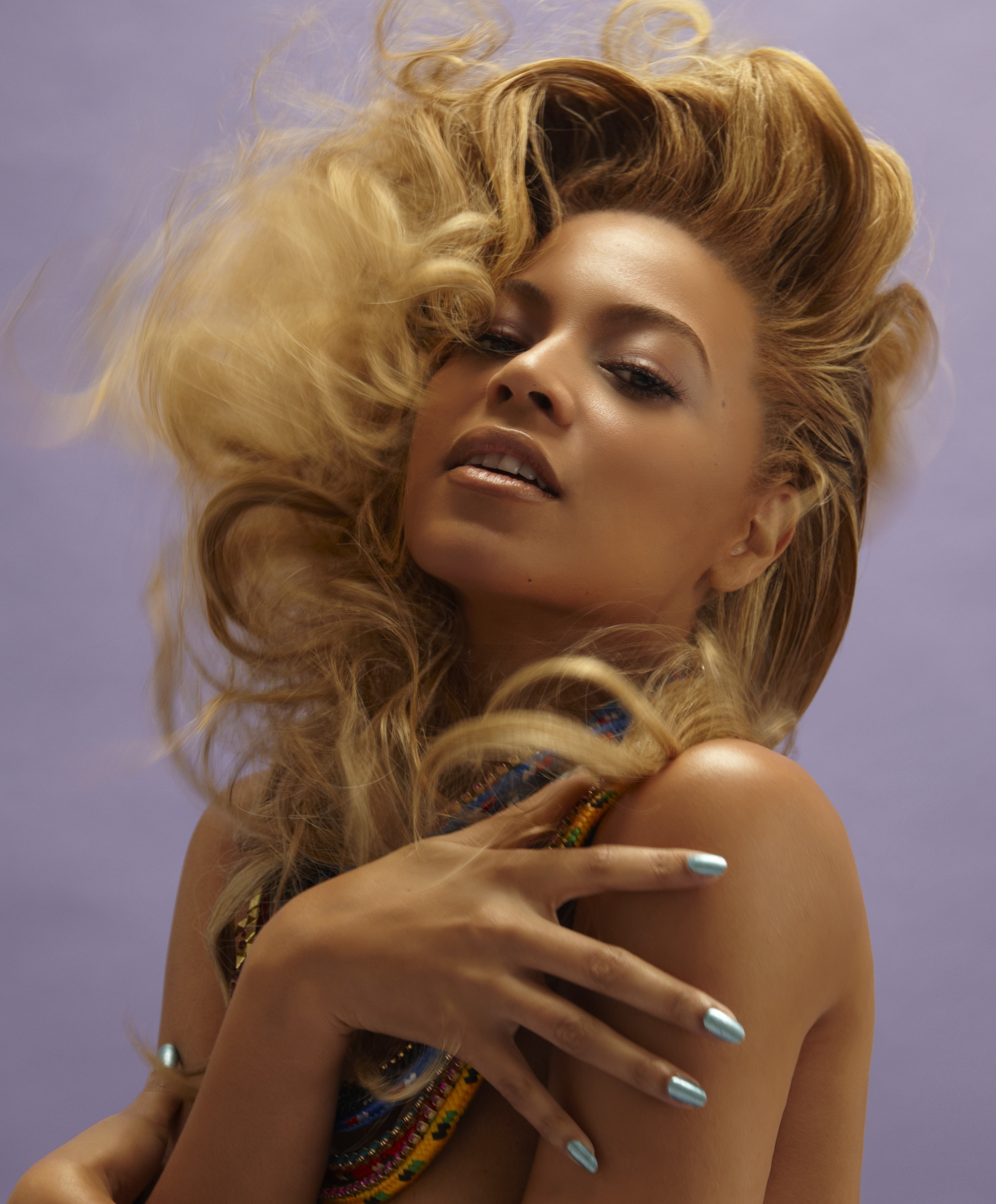
Beyonce Knowles bez żadnej promocji i w przeciągu zaledwie 2 dni sprzedaży uzyskała najszybciej sprzedający się album roku żeńskiej wykonawczyni z albumem Beyoncé i wynikiem 617 tys. kopii

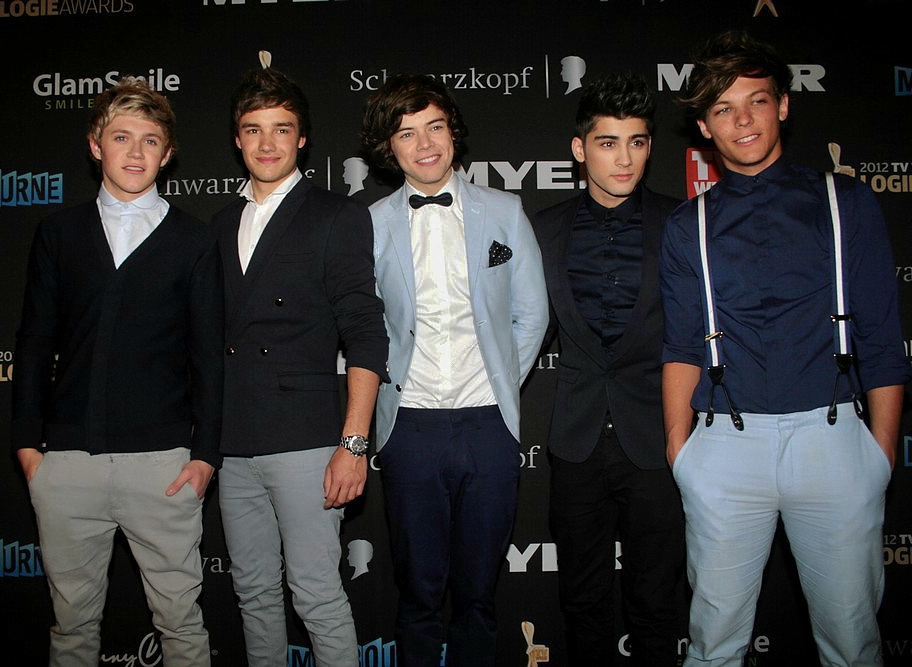
Boysband One Direction uzyskał najszybciej sprzedający się album roku w wykonaniu grupy muzycznej z albumem Midnight Memories i wynikiem 546 tys. kopii w pierwszym tygodniu sprzedaży

Notowanie Billboard 200 przedstawia najlepiej sprzedające się albumy w Stanach Zjednoczonych. Publikowane jest ono przez magazyn Billboard, a dane kompletowane są przez Nielsen SoundScan w oparciu o cotygodniowe wyniki sprzedaży cyfrowej oraz fizycznej albumów. W sumie 44 płyty zajęły 1. miejsce w 2013 roku, licząc również album Red Taylor Swift, który pierwsze miejsce zdobył już w poprzednim roku. Albumem roku został The 20/20 Experience Justina Timberlake’a, który w ciągu całego roku sprzedał się w USA w nakładzie 2'373'000 kopii. Odkąd jest liczona sprzedaż albumów w USA (od 20 lat), jest to najgorszy wynik najlepszego albumu roku. Mimo tego był to najlepszy rok dla Timberlake’a, który dostał się na 1. miejsce z 2 różnymi albumami. Drugim z nich jest The 20/20 Experience 2/2. Drugim artystą, który umieścił w 2013 roku 2 różne albumy na 1. miejscu jest amerykański artysta country Luke Bryan, który umieścił na pierwszym miejscu albumy Spring Break... Here to Party i Crash My Party (Który stał się 5 najszybciej się sprzedającym albumem roku i 1 w kategorii albumów country z wynikiem 528'000 kopii w pierwszym tygodniu od wydania).

## Historia notowania
| Data publikacji | Album                                                | Artysta                 | Sprzedaż | Źródło |
| --------------- | ---------------------------------------------------- | ----------------------- | -------- | ------ |
| 5 stycznia      | Red                                                  | Taylor Swift            | 276,000  | [ 2 ]  |
| 12 stycznia     | Red                                                  | Taylor Swift            | 241,000  | [ 3 ]  |
| 19 stycznia     | Les Misérables. Nędznicy                             | Soundtrack              | 92,000   | [ 4 ]  |
| 26 stycznia     | Burning Lights                                       | Chris Tomlin            | 73,000   | [ 5 ]  |
| 2 lutego        | Long. Live. ASAP                                     | ASAP Rocky              | 139,000  | [ 6 ]  |
| 9 lutego        | Set You Free                                         | Gary Allan              | 106,000  | [ 7 ]  |
| 16 lutego       | Believe Acoustic                                     | Justin Bieber           | 211,000  | [ 8 ]  |
| 23 lutego       | All That Echoes                                      | Josh Groban             | 145,000  | [ 9 ]  |
| 2 marca         | Babel                                                | Mumford & Sons          | 185,000  | [ 10 ] |
| 9 marca         | Babel                                                | Mumford & Sons          | 63,000   | [ 11 ] |
| 16 marca        | Unorthodox Jukebox                                   | Bruno Mars              | 95,000   | [ 12 ] |
| 23 marca        | Spring Break…Here to Party                           | Luke Bryan              | 150,000  | [ 13 ] |
| 30 marca        | What About Now                                       | Bon Jovi                | 101,000  | [ 14 ] |
| 6 kwietnia      | The 20/20 Experience                                 | Justin Timberlake       | 968,000  | [ 15 ] |
| 13 kwietnia     | The 20/20 Experience                                 | Justin Timberlake       | 318,000  | [ 16 ] |
| 20 kwietnia     | The 20/20 Experience                                 | Justin Timberlake       | 139,000  | [ 17 ] |
| 27 kwietnia     | Paramore                                             | Paramore                | 106,000  | [ 18 ] |
| 4 maja          | Save Rock and Roll                                   | Fall Out Boy            | 154,000  | [ 19 ] |
| 11 maja         | To Be Loved                                          | Michael Bublé           | 195,000  | [ 20 ] |
| 18 maja         | Life on a Rock                                       | Kenny Chesney           | 153,000  | [ 21 ] |
| 25 maja         | Golden                                               | Lady Antebellum         | 167,000  | [ 22 ] |
| 1 czerwca       | Modern Vampires of the City                          | Vampire Weekend         | 134,000  | [ 23 ] |
| 8 czerwca       | Random Access Memories                               | Daft Punk               | 339,000  | [ 24 ] |
| 15 czerwca      | Random Access Memories                               | Daft Punk               | 93,000   | [ 25 ] |
| 22 czerwca      | …Like Clockwork                                      | Queens of the Stone Age | 91,000   | [ 26 ] |
| 29 czerwca      | 13                                                   | Black Sabbath           | 155,000  | [ 27 ] |
| 6 lipca         | Yeezus                                               | Kanye West              | 327,000  | [ 28 ] |
| 13 lipca        | The Gifted                                           | Wale                    | 158,000  | [ 29 ] |
| 20 lipca        | Born Sinner                                          | J. Cole                 | 58,000   | [ 30 ] |
| 27 lipca        | Magna Carta Holy Grail                               | Jay-Z                   | 528,000  | [ 31 ] |
| 3 sierpnia      | Magna Carta Holy Grail                               | Jay-Z                   | 129,000  | [ 32 ] |
| 10 sierpnia     | Stars Dance                                          | Selena Gomez            | 97,000   | [ 33 ] |
| 17 sierpnia     | Blurred Lines                                        | Robin Thicke            | 177,000  | [ 34 ] |
| 24 sierpnia     | The Civil Wars                                       | The Civil Wars          | 116,000  | [ 35 ] |
| 31 sierpnia     | Crash My Party                                       | Luke Bryan              | 528,000  | [ 36 ] |
| 7 września      | Crash My Party                                       | Luke Bryan              | 159,000  | [ 37 ] |
| 14 września     | Hail to the King                                     | Avenged Sevenfold       | 159,000  | [ 38 ] |
| 21 września     | Yours Truly                                          | Ariana Grande           | 138,000  | [ 39 ] |
| 28 września     | Fuse                                                 | Keith Urban             | 98,000   | [ 40 ] |
| 5 października  | From Here to Now to You                              | Jack Johnson            | 117,000  | [ 41 ] |
| 12 października | Nothing Was the Same                                 | Drake                   | 658,000  | [ 42 ] |
| 19 października | The 20/20 Experience 2/2                             | Justin Timberlake       | 350,000  | [ 43 ] |
| 26 października | Bangerz                                              | Miley Cyrus             | 270,000  | [ 44 ] |
| 2 listopada     | Lightning Bolt                                       | Pearl Jam               | 166,000  | [ 45 ] |
| 9 listopada     | Prism                                                | Katy Perry              | 286,000  | [ 46 ] |
| 16 listopada    | Reflektor                                            | Arcade Fire             | 140,000  | [ 47 ] |
| 23 listopada    | The Marshall Mathers LP 2                            | Eminem                  | 792,000  | [ 48 ] |
| 30 listopada    | Artpop                                               | Lady Gaga               | 258,000  | [ 49 ] |
| 7 grudnia       | The Marshall Mathers LP 2                            | Eminem                  | 120,000  | [ 50 ] |
| 14 grudnia      | Midnight Memories                                    | One Direction           | 546,000  | [ 51 ] |
| 21 grudnia      | Blame It All on My Roots: Five Decades of Influences | Garth Brooks            | 146,000  | [ 52 ] |
| 28 grudnia      | Beyoncé                                              | Beyoncé                 | 617,000  | [ 53 ] |